# Phyllis Frelich
Phyllis Annetta Frelich (née le 29 février 1944 à Devils Lake dans le Dakota du Nord aux États-Unis et morte le 10 avril 2014  à Temple City en Californie) est une comédienne sourde américaine.
Elle a gagné le Tony Award de la meilleure actrice dans une pièce en 1980 pour son rôle dans Les Enfants du silence.

## Biographie
Phyllis Frelich naît à Devils Lake le 29 février 1944, de deux parents sourds. Son père, Phillip Frelich est d'abord fermier jusqu'aux treize ans de Phyllis où il devient typographe au journal local pour pouvoir mieux subvenir aux besoins de sa famille. Esther Frelich, sa mère, est couturière. Phyllis Frelich fait partie d'une fratrie de neuf enfants, sourds eux aussi, dont elle est l'aînée.
Elle entre à l'école pour les sourds du Dakota du Nord (en), sise à Devils Lake, puis continue ses études à l'université Gallaudet, un établissement qui accueille les sourds et malentendants, dont elle sort diplômée en bibliothéconomie en 1967.
Durant ses études à l'université, elle participe activement au théâtre, dans la troupe des « Eastmans », à tel point qu'à sa sortie du cursus scolaire, elle est invitée par David Hays à fonder avec lui la troupe du National Theater of the Deaf, ce qui marque un tournant dans son orientation de carrière et l'amène dès lors sur les planches et à l'écran.
Elle rencontre à ce théâtre Robert Steinberg, un metteur en scène du National Theater of the Deaf, avec qui elle se marie en 1968. Ils ont deux enfants, Reuben et Joshua, et un petit-fils.
Atteinte de paralysie supranucléaire progressive, une maladie rare et incurable qui la touche déjà dès 2011, elle décède le 10 avril 2014 chez elle, à Temple City.

## Carrière
Children of a Lesser God est la pièce qui a rendu Phyllis Frelich célèbre. Écrite en son hommage en 1979 par Mark Medoff, la pièce connait un grand succès, jusqu'à recevoir trois Tony Awards dont un pour Phyllis Frelich. Une critique très favorable du New York Times le 13 avril 1980 salue l'originalité et la qualité de la pièce, vuee de son côté par la communauté sourde comme une percée significative parmi les entendants.
Outre cette récompense, Phyllis Frelich reçoit aussi en 1981 le Roosevelt Rough Rider Award, une récompense de l'état du Dakota du Nord. Elle est élue en 1991 à la Screen Actors Guild pour faire partie du jury de 90 membres, devenant ainsi la première actrice sourde à accéder à un tel poste.

## Filmographie

### Films
- 1992 : Judgement de William Sachs : Attorney
- 2002 : Children on Their Birthdays de Mark Medoff : Mme Bobbi

### Téléfilms
- 1985 : Love is Never Silent de Joseph Sargent : Janice Ryder
- 1989 : Pour l'amour de Lisa (Bridge to Silence) de Karen Arthur : Amanda Wingfield
- 2008 : Un cœur à l'écoute (Sweet Nothing in My Ear) de Joseph Sargent : Sally

### Séries télévisées
- 1981 : Barney Miller : Madeline Schaefer, une prostituée sourde (saison 7, épisode 12 : Stormy Weather)
- 1983 : More Than Friends
- 1985 : Allô Nelly bobo (Gimme a Break!) : Martha (saison 4, épisode 19 : Earthquake)
- 1985 : New Love, American Style (épisode How to Pick Up a Man/Love and the Mime)
- 1986 : Spenser : Joan Cugell (saison 1, épisode 16 : When Silence speaks)
- 1988 : Santa Barbara : Sœur Sarah (31 épisodes)
- 1991 : Rick Hunter (Hunter) : Barbara Collins (saison 7, épisode 20 : Cries of Silence)
- 1992 : La Loi de Los Angeles (L.A. Law) : Suzanne Bidwell (saison 7, épisode 5 : My Friend Flicker)
- 1997 : Santa Fe : Dr Joyce Ginsberg
- 1998 : Pacific Blue : Helena (saison 4, épisode 11 : Broken Dreams)
- 1998-1999 : Urgences (ER) : Dr Lisa Parks (2 épisodes)
- 1999 : Diagnostic : Meurtre (Diagnosis Murder) : Frances Lamar (saison 6, épisode 22 : Today Is the Last Day of the Rest of My Life)
- 2004 : Sue Thomas, l'œil du FBI (Sue Thomas: F.B.Eye) : Helga (saison 2, épisode 13 : The Holocaust Survivor)
- 2011 : Les Experts (CSI: Crime Scene Investigation : Mme Betty Grissom, mère de Gil (saison 11, épisode 13 : The Two Mrs. Grissom's)